# Cotana diluta
Cotana diluta är en fjärilsart som beskrevs av Rothschild 1917. Cotana diluta ingår i släktet Cotana och familjen Eupterotidae. Inga underarter finns listade i Catalogue of Life.